# Hedenäset
Hedenäset (meänkieli: Koijukylä; finska: Koivukylä) är en tätort i Hietaniemi distrikt i Övertorneå kommun i Tornedalen och Norrbottens län samt kyrkbyn i Hietaniemi socken.
Torne älv bildar vid Hedenäset ett inlandsdelta med flera så kallade suveränitetsholmar. På en udde i älven ligger Hietaniemi kyrka. På kyrkudden finns också en gammal marknadsplats. Hietaniemi översatt till svenska blir sandudde.

## Namnet
Hedenäset fick sitt nuvarande namn 1914 då järnvägen Karungi–Övertorneå drogs genom byn. Det tidigare namnet var Koivukylä på finska, samt "Koijukylä" på meänkieli, vilket betyder ’björkbyn’.

## Historia
Arkeologer har funnit resterna av en försvarsmur på kyrkudden i Hedenäset som troligtvis byggdes på medeltiden då strider mellan nordbor, tavaster och kareler förekom i Hietaniemi-området. Jordbruket utvecklades sakta i Tornedalen då fisket hade en dominerande ställning.
I Koivukylä fanns år 1543 sex hemman varav ett senare övergavs. År 1571 betalade fem gårdar silverskatt. Den rikaste personen i byn var Johan Nilsson som hade en förmögenhet på 232 mark. Detta var märkligt då varken han eller någon annan i byn varit birkarlar. Inga större förändringar skedde i Koivukylä förrän mot slutet av 1500-talet då hemmansantalet började öka. I början av 1600-talet fanns 13 hemman i byn. Vanliga namn i Koivukylä i början 1600-talet var Ero, Karinen, Simu, Lassinantti och Korpi.
År 1543 hade Hietaniemi sex hemman men antalet minskade under resterande delen av 1500-talet, då minst två hemman hade förlorat sin husbonde och änkorna övergivit gårdarna på grund av fattigdom. I 1579 års husmansförteckning finns inte en enda husman antecknad för Hietaniemi. Hemmanen ökade dock till fyra i början av 1600-talet. I 1571 års silverskatteregister taxerades Olof Mattsson för 13 kor och 5 lod silver. Hela hans förmögenhet uppgick till 240 mark. Hans gård blev senare känd som Hietaniemi-gården.
Hietaniemi var ändå fram till år 1878 kapellförsamling under Övertorneå. Den fasta skolan upprättades i Matarengi/Övertorneå år 1854 medan Hietaniemi fick vänta. Vid en kyrkostämma år 1864 beslöt man att grunda en fast folkskola och att denna skulle byggas i Koivukylä. Första läraren blev Pehr Anders Mörtberg. Han var även den första läraren som undervisade på svenska.

### Administrativ tillhörighet
Hedenäset ligger i Hietaniemi socken. I samband med kommunreformen 1863 bildades Hietaniemi landskommun, som Hedenäset tillhörde fram till 1 januari 1969, då landskommunen uppgick i Övertorneå landskommun. Två år senare, 1971, ombildades Övertorneå landskommun till Övertorneå kommun, som Hedenäset sedan dess har tillhört.

### Befolkningsutveckling

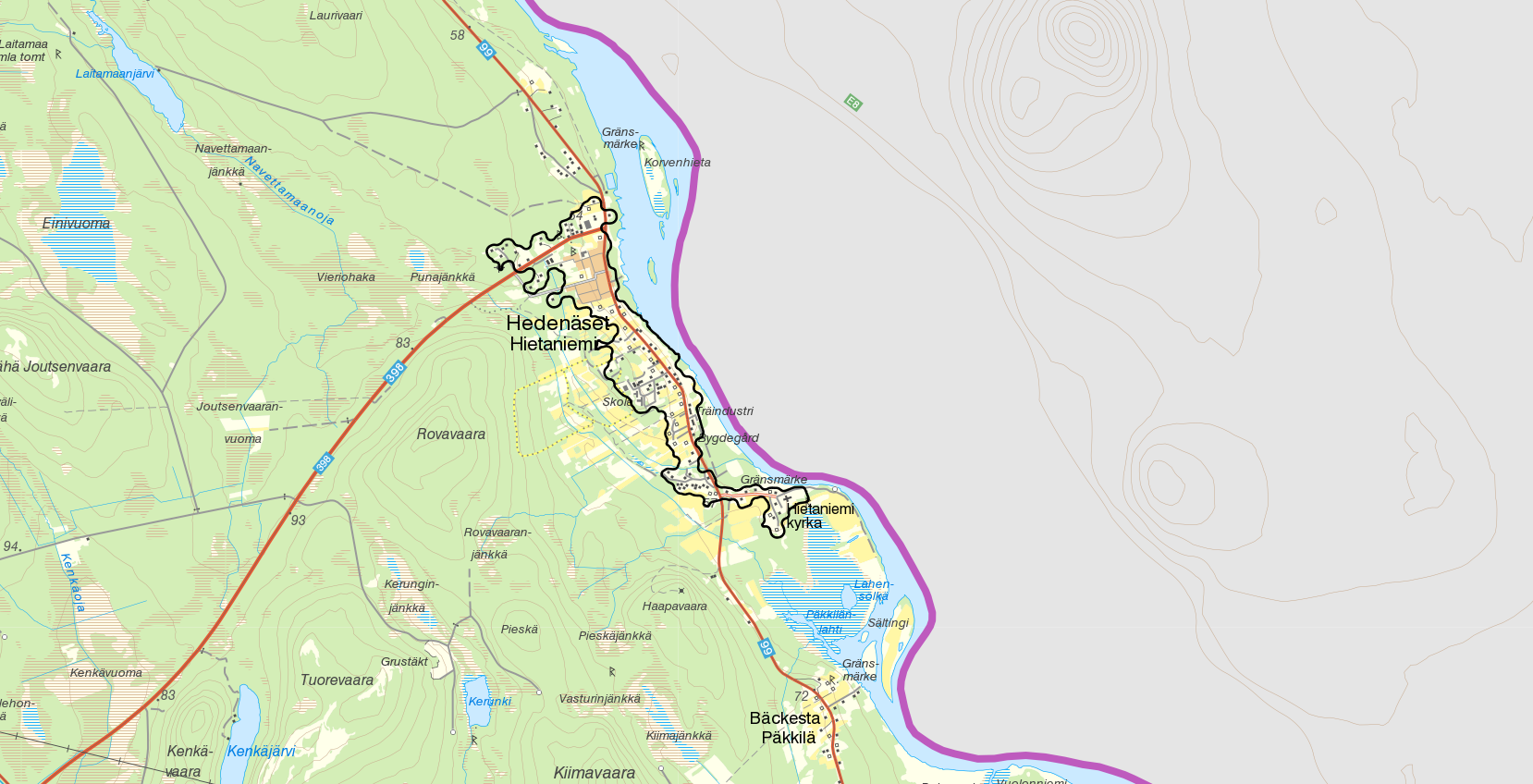
Den av Statistiska centralbyrån avgränsade tätorten Hedenäset, med gränserna från tätortsavgränsningen 2015.

| Befolkningsutvecklingen i Hedenäset 1950–2020           | Befolkningsutvecklingen i Hedenäset 1950–2020 | Befolkningsutvecklingen i Hedenäset 1950–2020 | Befolkningsutvecklingen i Hedenäset 1950–2020 | Befolkningsutvecklingen i Hedenäset 1950–2020 |
| ------------------------------------------------------- | --------------------------------------------- | --------------------------------------------- | --------------------------------------------- | --------------------------------------------- |
|                                                         |                                               |                                               |                                               |                                               |
| År                                                      |                                               |                                               | Folkmängd                                     | Areal (ha)                                    |
| 1950                                                    | 1950                                          |                                               | 568                                           | ##                                            |
| 1960                                                    | 1960                                          |                                               | 614                                           | 183                                           |
| 1965                                                    | 1965                                          |                                               | 624                                           | 185                                           |
| 1970                                                    | 1970                                          |                                               | 552                                           | 178                                           |
| 1975                                                    | 1975                                          |                                               | 486                                           | 190                                           |
| 1980                                                    | 1980                                          |                                               | 462                                           | 191                                           |
| 1990                                                    | 1990                                          |                                               | 371                                           | 195                                           |
| 1995                                                    | 1995                                          |                                               | 349                                           | 200                                           |
| 2000                                                    | 2000                                          |                                               | 301                                           | 200                                           |
| 2005                                                    | 2005                                          |                                               | 285                                           | 201                                           |
| 2010                                                    | 2010                                          |                                               | 270                                           | 198                                           |
| 2015                                                    | 2015                                          |                                               | 243                                           | 138                                           |
| 2020                                                    | 2020                                          |                                               | 224                                           | 138                                           |
| Anm.: ## Som tätort/befolkningsagglomeration 1920–1950. |                                               |                                               |                                               |                                               |

## Samhället
I Hedenäset finns Hietaniemi friskola, med både för- och grundskola. Utbildningslokaler i Hedenäset har också Utbildning Nord. 

## Näringsliv
I Hedenäset hade Norrmejerier ett bärpresseri där bär till drycken Jokk pressades. 2013 sålde Norrmejerier bärpresseriet till företaget Trensums Food AB som tog över produktionen i bärpresseriet i januari 2014.

## Idrott
SK Gränsen heter sportklubben i Hedenäset.

## Personer från Hedenäset
- John Björkén, medicine doktor
- Kalle Grenemark, skidskytt
- Lennart Hardell, professor
- Alfred Joki, Skidskytt, som nått OS 2 gånger.
- Harald Larsson, riksdagsledamot
- Klemet Olofsson Hietaniemi, grundare av byn Lainio omkring 1650
- Gunhild Stensmyr, konstkurator

## Omgivande orter
Nedanstående graf beskriver ett urval orter i omgivningen, inom en radie av 25 kilometer.